# L'habitació d'en Marvin
L'habitació d'en Marvin (títol original: Marvin's Room) és un pel·lícula estatunidenca de Jerry Zaks estrenada el 1996. Ha estat doblada al català.

## Argument
Un home pateix un accident vascular cerebral i durant disset anys queda incapacitat per moure's i s'està al llit. La seva filla Bessie (Diane Keaton) l'estima, però és completament ignorat per la segona filla, Lee (Meryl Streep) que s'ha traslladat a Ohio amb el seu espòs vint anys abans i no ha contactat amb ell des d'aleshores. El metge de Bessie l'informa que té una leucèmia i s'hauria de fer un empelt de medul·la òssia com més aviat millor. S'adreça doncs a la seva germana per demanar-li ajuda, i li passa el tema al seu fill, Hank (Leonardo DiCaprio). Aquest ha estat internat en un hospital psiquiàtric per haver calat foc a casa de la seva mare. Quan Lee descobreix potser haurà d'ocupar-se del seu pare, comença per fer un tomb per residències d'avis. Finalment, la família comença a estrènyer els seus vincles...

## Repartiment
- Meryl Streep: Lee
- Leonardo DiCaprio: Hank, fill gran de Lee
- Diane Keaton: Bessie
- Robert De Niro: El Doctor Wally
- Hume Cronyn: Marvin, pare de Lee i Bessie
- Gwen Verdon: Ruth
- Hal Scardino: Charlie, el fill petit de Lee
- Dan Hedaya: Bob, el germà del Doctor Wally
- Joe Lisi: Bruno, responsable del saló de bellesa
- Bitty Schram: Janine, l'assistent mèdic
- Kelly Ripa: Coral
- Margo Martindale: Dr. Charlotte
- Cynthia Nixon: la directora de la llar dels jubilats
- Victor Garber

## Al voltant de la pel·lícula
- Tercera pel·lícula de Meryl Streep i Robert de Niro després de El caçador el 1978 i Falling in Love el 1984.
- Diane Keaton i Meryl Streep figuraven als crèdits de Manhattan, de Woody Allen (1979), però no tenien cap escena comuna.
- Últim paper en el cinema de Hume Cronyn, que rodarà alguns telefilms fins a la seva defunció el 2003.

## Rebuda
- "Drama familiar que es beneficia d'unes interpretacions molt treballades"[4]

## Premis i nominacions

### Nominacions
- 1997. Oscar a la millor actriu per Diane Keaton
- 1997. Globus d'Or a la millor actriu dramàtica per Meryl Streep